# Simeria
Simeria (deutsch Fischdorf oder Pischk, ungarisch Piski oder Piskitelep) ist eine Kleinstadt im Kreis Hunedoara in der Region Siebenbürgen in Rumänien.

## Lage
Simeria liegt an der Einmündung des Flusses Strei in den Mureș (Mieresch), südlich des Siebenbürgischen Erzgebirges. Die Kreishauptstadt Deva befindet sich etwa 10 km westlich von Simeria entfernt.

## Geschichte

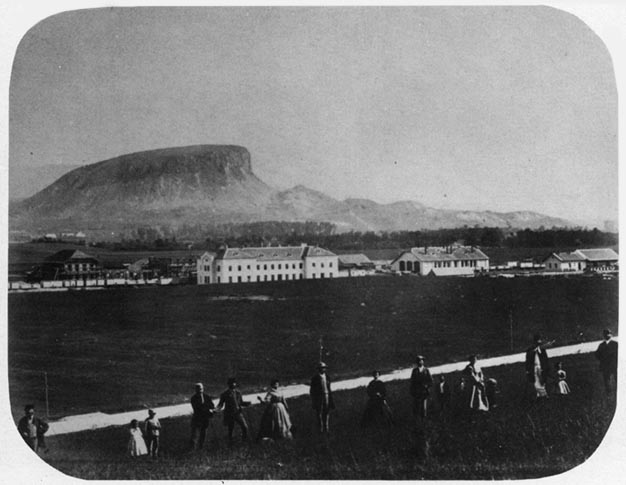
Bahnhof Simeria 1870

Simeria wurde 1276 erstmals urkundlich erwähnt. Lange Zeit war die Ortschaft – die bis 1918 zum Königreich Ungarn, zum Fürstentum Siebenbürgen bzw. zu Österreich-Ungarn gehörte – recht unbedeutend. Im 19. Jahrhundert nahm sie durch ihre verkehrsgünstige Lage einen Aufschwung, der sich durch die Inbetriebnahme der Bahnstrecke Arad–Alba Iulia 1868 durch die Erste Siebenbürgener Eisenbahn noch verstärkte. Wenige Jahre später wurden von Simeria in Richtung Süden zwei weitere Bahnlinien errichtet (nach Petroșani und Hunedoara), so dass Simeria zu einem bedeutenden Eisenbahnknotenpunkt im Westen Siebenbürgens wurde. Um den Bahnhof und den Rangierbahnhof herum entwickelte sich eine neue Siedlung, die bedeutend größer wurde als das ursprüngliche Dorf. Dieses erhielt um 1900 den ungarischen Namen Ópiski (rumänisch Simeria Veche; „veche“ = alt). Auch in den folgenden Jahrzehnten wurde Simeria wirtschaftlich vor allem von der Eisenbahn geprägt. Seit 1918/20 gehört der Ort zu Rumänien. 1952 erhielt er den Status einer Stadt. Weitere wichtige Wirtschaftszweige sind die Baustoffgewinnung, die Marmor- und die Holzverarbeitung.

## Bevölkerung
1850 waren auf dem Gebiet der heutigen Stadt 2419 Einwohner registriert, die alle in den heutigen sechs Katastralgemeinden lebten; die heutige Stadt existierte noch nicht. Etwa 90 % waren Rumänen. Der Eisenbahnbau und die wirtschaftliche Entwicklung führten zum Zuzug anderer Nationalitäten, insbesondere von Ungarn. Bei der – allerdings umstrittenen – Volkszählung im Jahr 1910 war die Einwohnerzahl auf 7607 gestiegen, wovon sich 3889 als Ungarn, 3442 als Rumänen und 200 als Deutsche bezeichneten. 3099 Personen lebten damals in der „Bahnhofssiedlung“. Bis 1992 war ein weiterer Bevölkerungszuwachs zu verzeichnen (14.311). Seitdem sinkt die Einwohnerzahl langsam. Bei der Volkszählung 2002 lebten in Simeria 13.895 Personen, davon 11.354 in der eigentlichen Stadt und 2541 in den Katastralgemeinden. 13.430 bezeichneten sich als Rumänen, 420 als Ungarn, 99 als Roma und 94 als Deutsche.

## Verkehr
Außer den erwähnten Bahnverbindungen verfügt Simeria über einen regelmäßigen Busverkehr nach Deva. Durch die Stadt führen die Europastraßen 68 und 79.

## Sehenswürdigkeiten
- Dendrologischer Park (70 ha)
- Naturreservat Măgura Uroiului (10 ha)

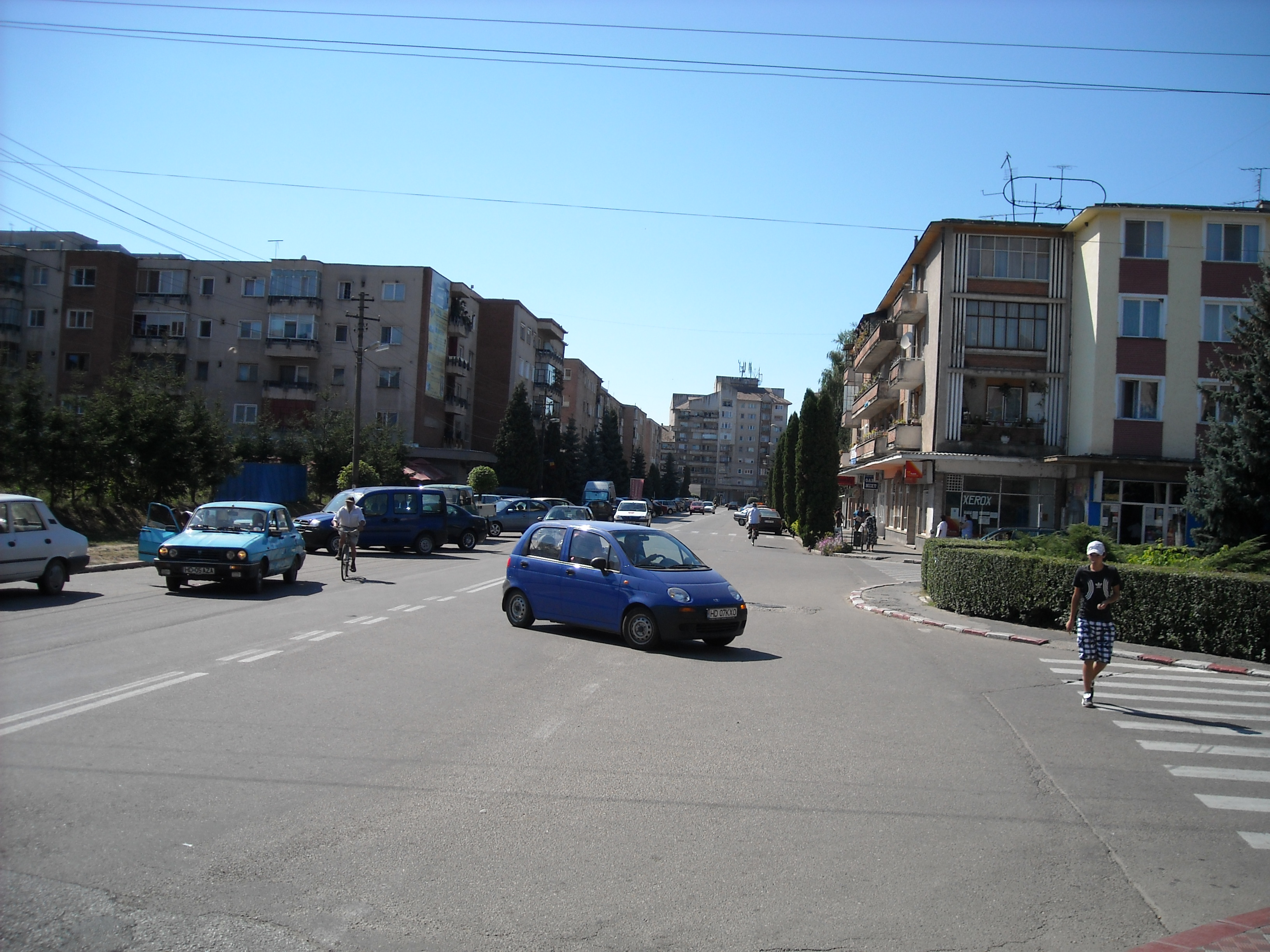
Stadtzentrum
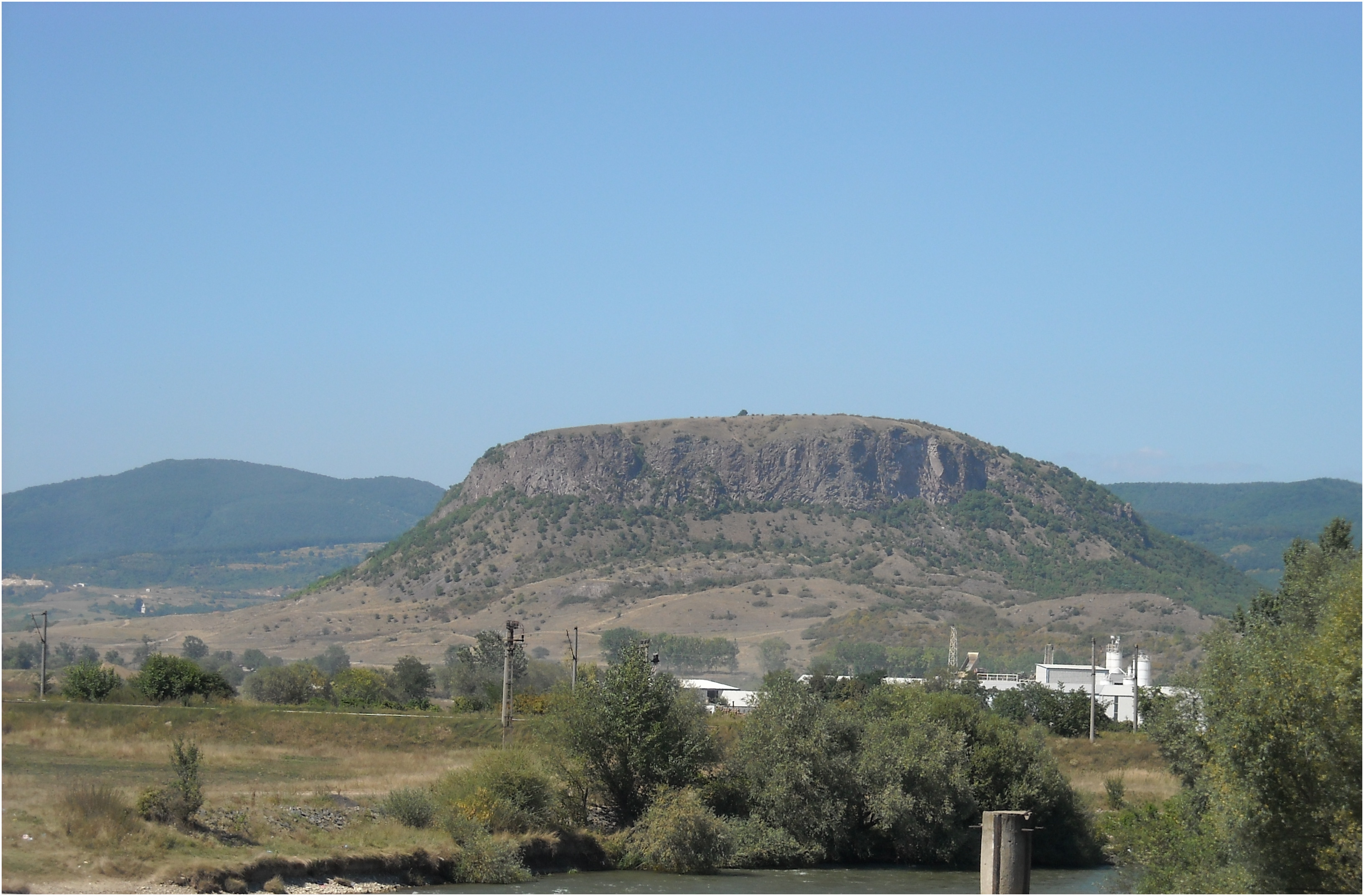
Der Uroi Berg
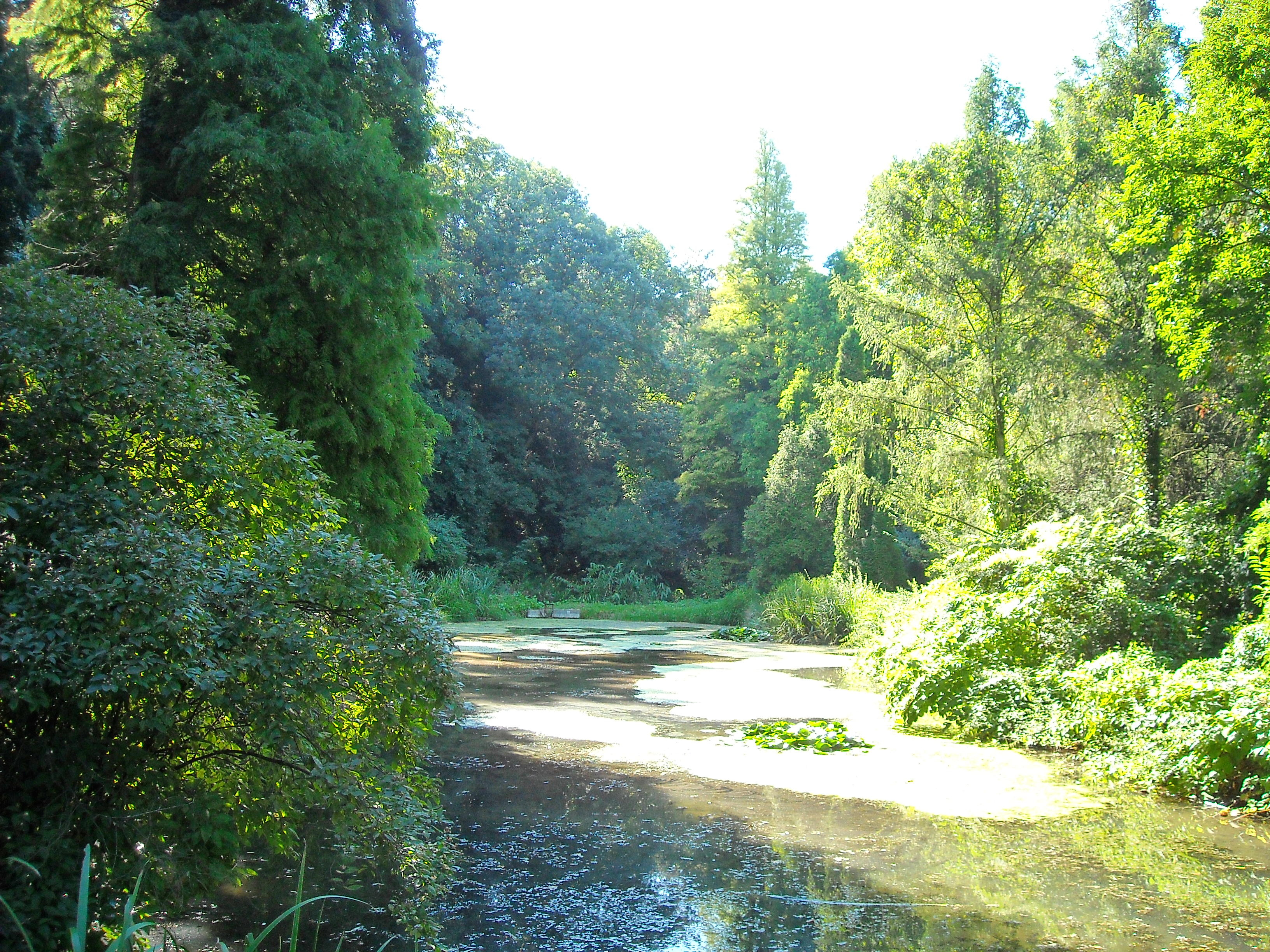
Dendrologischer Park
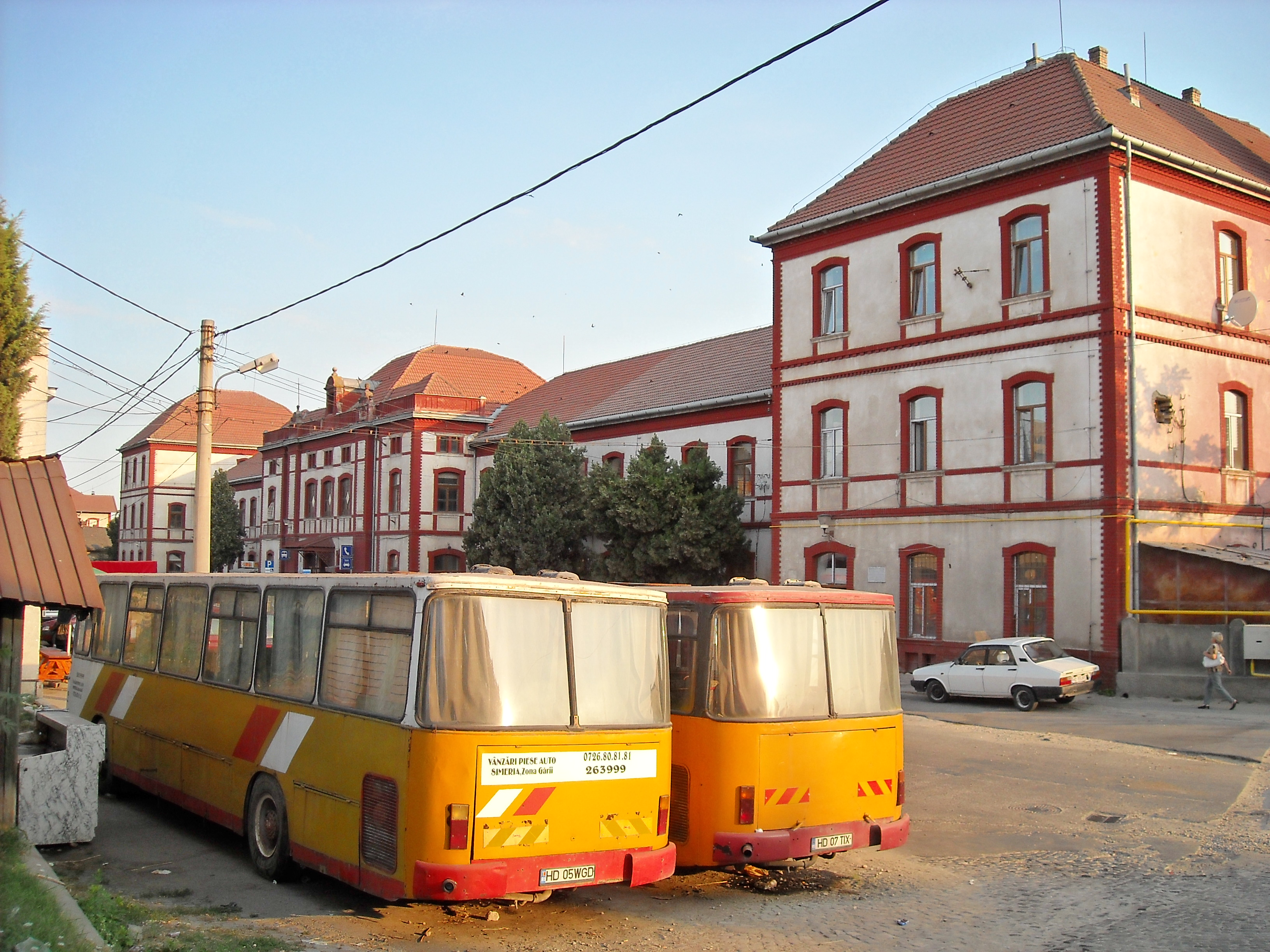
Bahnhof von Simeria (2008)

## Persönlichkeiten
- Ferenc Feketehalmy-Czeydner (1890–1946), Offizier und Kriegsverbrecher
- Rudolf Hermann Eisenmenger (1902–1994), Maler
- Sigismund Toduță (1908–1991), Komponist[5]